# Grace Cunard
Grace Cunard, nata Harriet Mildred Jeffries, (Columbus, 8 aprile 1893 – Los Angeles, 19 gennaio 1967), è stata un'attrice, sceneggiatrice e regista statunitense.
Era sorella dell'attrice Mina Cunard.

## Biografia
Nata Harriet Mildred Jeffries a Columbus, nell'Ohio, prese il nome di Grace Cunard quando cominciò a recitare a teatro e poi al cinema, ai tempi del muto. Benché non sia chiaramente documentato, pare che la prima apparizione di Grace Cunard sullo schermo sia stata, non accreditata, in un piccolo ruolo in un cortometraggio di D.W. Griffith prodotto dalla Biograph.
Nel 1911, ebbe un ruolo importante nel western Custer's Last Fight, diretto da Thomas H. Ince. Dopo preso parte a numerosi western, continuò la sua carriera a fianco del regista Francis Ford all'Universal, acquisendo popolarità con i serial. Fu protagonista, infatti, del primo serial dell'Universal, Lucille Love, Girl of Mystery e, presto, diventò così nota che le venne dato il soprannome di The Serial Queen. Un altro serial di successo fu La moneta spezzata e, soprattutto, Peg della pista che la confermò regina del genere.
In un'epoca in cui nell'industria cinematografica i ruoli spesso erano intercambiabili e gli attori si ritrovavano dietro la macchina da presa o a scrivere le sceneggiature dei loro film, Grace Cunard non fece eccezione alla regola. Recitò in oltre cento settanta film, ne sceneggiò quasi cento, fu regista di sedici pellicole e ne produsse tre.
Con l'età, la sua carriera scivolò in film di serie B o in ruoli di secondo piano se non addirittura di comparsa. Comunque, lavorò regolarmente fino agli anni quaranta, soprattutto per l'Universal. Si ricordano almeno due notevoli partecipazioni di quel periodo: nel serial Gang Busters, dove aveva una piccola ma importante parte e nel musical Easy to Look At.
Nel 1946, quando l'Universal cambiò gestione e il tipo di produzione, Grace Cunard si ritirò all'età di 53 anni.

## Vita privata
Grace Cunard si sposò due volte. La prima con l'attore Joe Moore da cui divorziò nel 1925. In seguito, sposò lo stuntman Jack Tyler Shannon, a cui restò legata tutta la vita.
Grace Cunard Shannon morì di cancro nel 1967 a Woodland Hills, Los Angeles. Suo marito morì l'anno dopo e fu sepolto con lei all'Oakwood Memorial Park Cemetery a Chatsworth, California.

## Galleria d'immagini

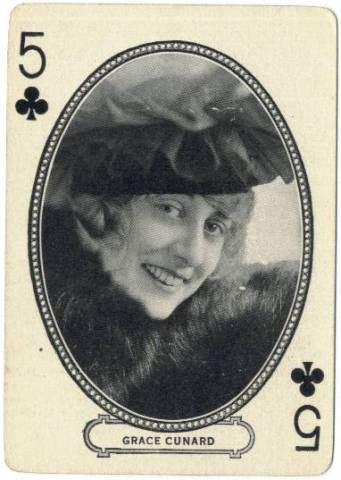
(1916)
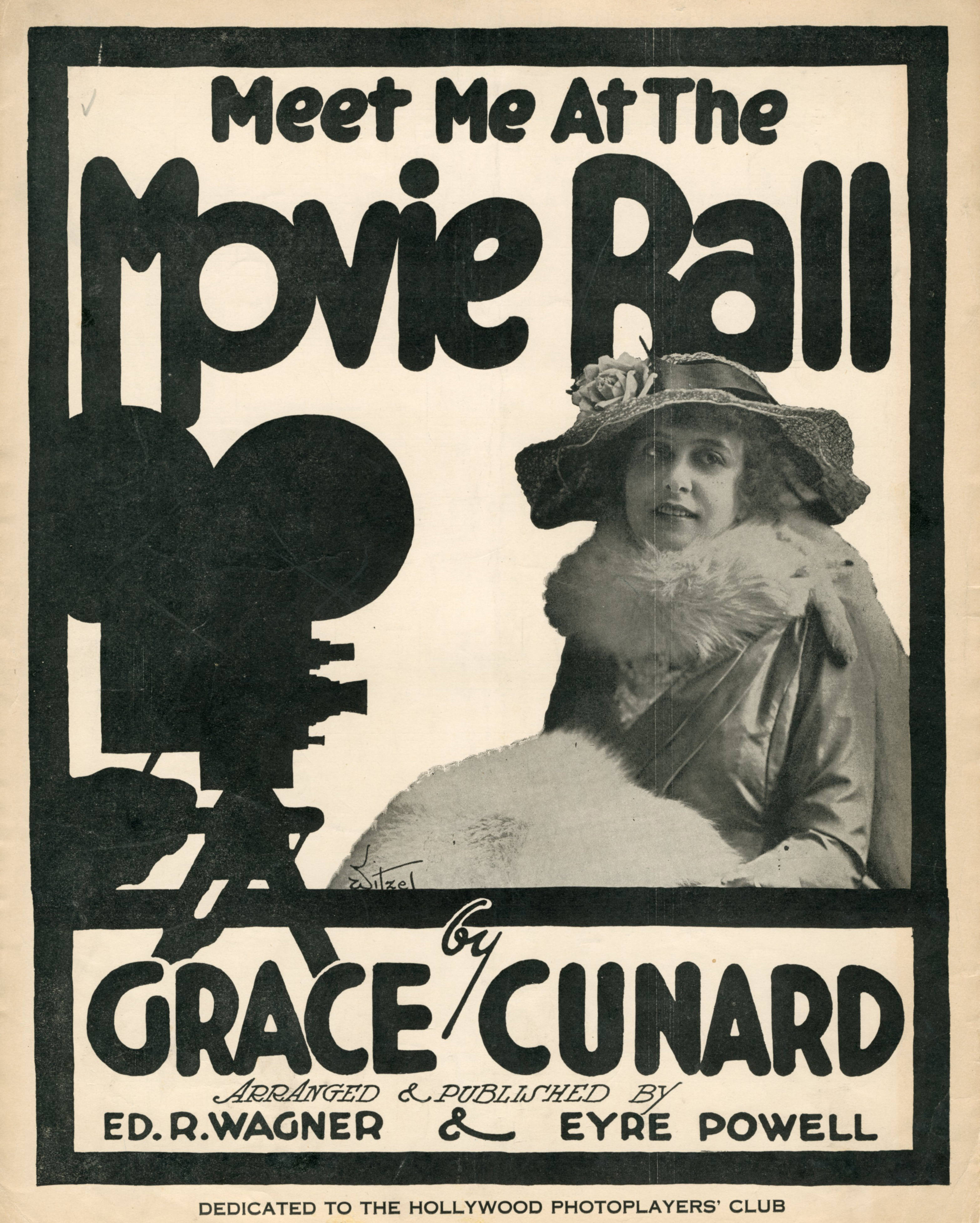
(1916)
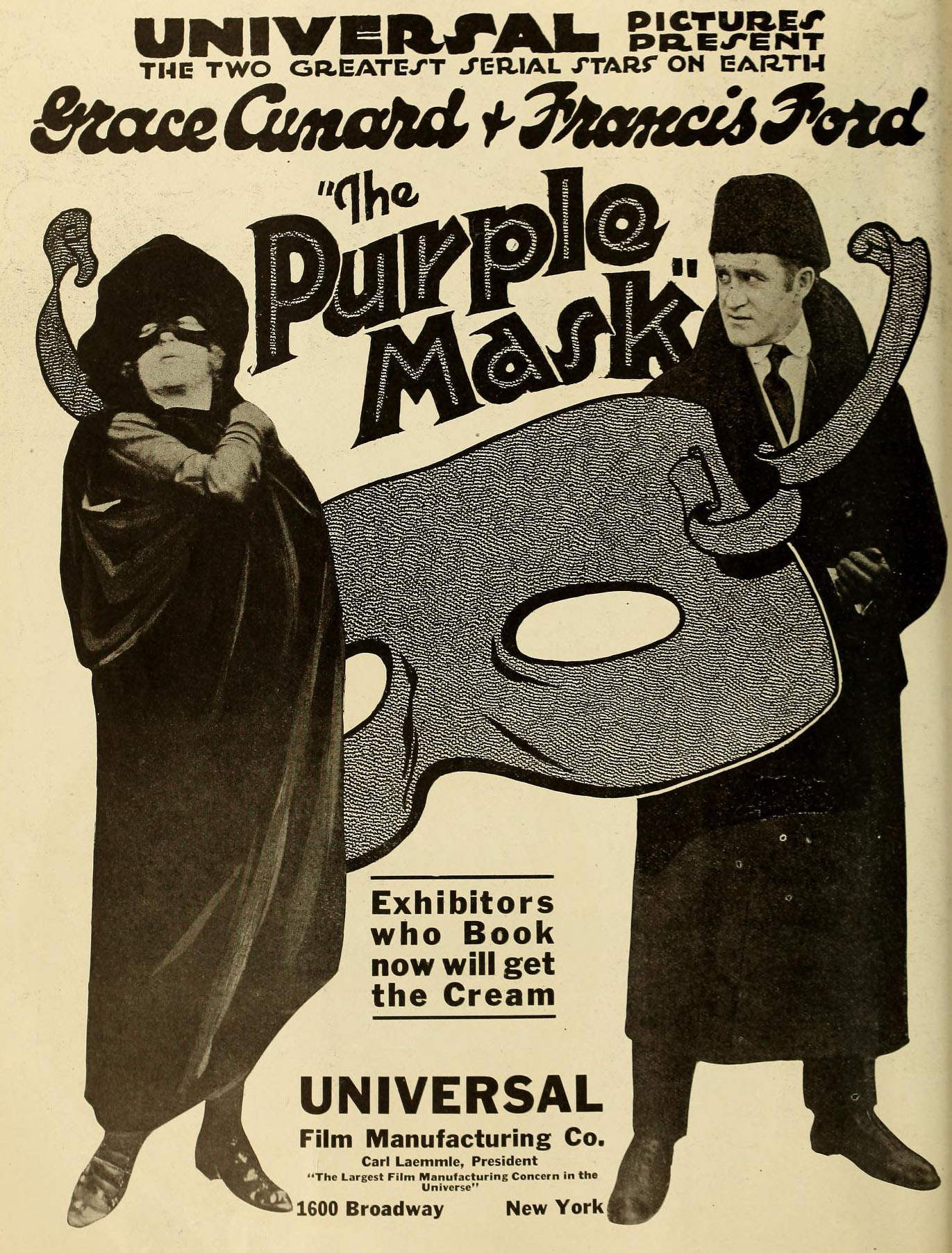
(1917)
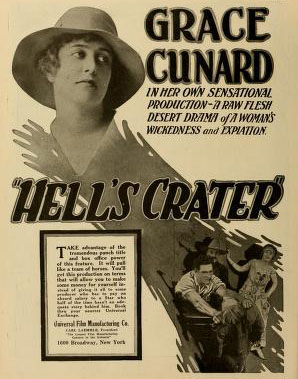
(1918)
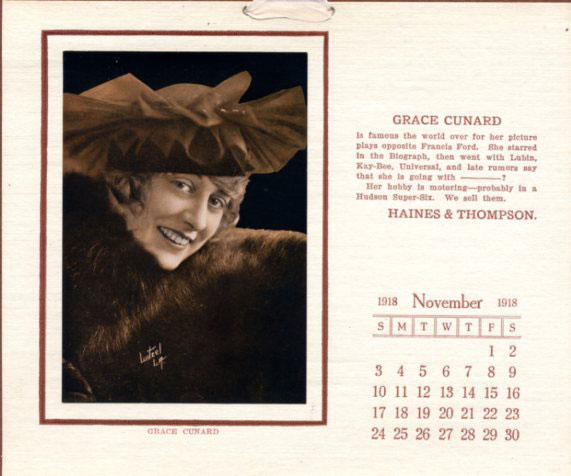
(1918)

## Filmografia

### Attrice (parziale)
- The Duke's Plan, regia di D.W. Griffith- cortometraggio (1910)
- Before Yorktown- cortometraggio (1911)
- The Heart of an Indian, regia di Thomas H. Ince- cortometraggio (1912)
- Sundered Ties, regia di Francis Ford - cortometraggio (1912)
- Custer's Last Fight, regia di Francis Ford - cortometraggio (1912)
- An Indian Legend, regia di Charles Giblyn - cortometraggio (1912)
- His Squaw, regia di Charles Giblyn - cortometraggio (1912)
- The Favorite Son, regia di Francis Ford - cortometraggio (1913)
- The Sharpshooter, regia di Charles Giblyn - cortometraggio (1913)
- The Counterfeiter, regia di William J. Bauman - cortometraggio (1913)
- The Coward's Atonement, regia di Francis Ford - cortometraggio (1913)
- The Telltale Hatband, regia di Francis Ford - cortometraggio (1913)
- His Brother, regia di Francis Ford - cortometraggio (1913)
- The Barrier, regia di William J. Bauman - cortometraggio (1913)
- The Battle of Bull Run, regia di Francis Ford - cortometraggio - cortometraggio (1913)
- The Pride of the South, regia di Burton L. King - cortometraggio (1913)
- A Frontier Wife, regia di Francis Ford - cortometraggio (1913)
- The Light in the Window, regia di Francis Ford (1913)
- Texas Kelly at Bay, regia di Francis Ford - cortometraggio (1913)
- The Half Breed Parson, regia di Francis Ford - cortometraggio (1913)
- Taps, regia di Francis Ford - cortometraggio (1913)
- The Darling of the Regiment, regia di Francis Ford - cortometraggio (1913)
- War, regia di Francis Ford - cortometraggio (1913)
- The Stars and Stripes Forever, regia di Francis Ford - cortometraggio (1913)
- The Battle of San Juan Hill, regia di Francis Ford - cortometraggio (1913)
- The Battle of Manila, regia di Francis Ford - cortometraggio (1913)
- An Orphan of War, regia di Francis Ford - cortometraggio (1913)
- A Cow-Town Reformation, regia di Francis Ford - cortometraggio (1913)
- Captain Billie's Mate, regia di Francis Ford - cortometraggio (1913)
- The She Wolf, regia di Francis Ford - cortometraggio (1913)
- The Black Masks, regia di Grace Cunard e Francis Ford - cortometraggio (1913)
- From Dawn Till Dark, regia di Francis Ford - cortometraggio (1913)
- The Madonna of the Slums, regia di Francis Ford (1913)
- Wynona's Vengeance, regia di Francis Ford - cortometraggio (1913)
- The White Vaquero, regia di Francis Ford - cortometraggio (1913)
- The Belle of Yorktown, regia di Francis Ford - cortometraggio (1913)
- From Rail Splitter to President, regia di Francis Ford - cortometraggio (1913)
- A Wartime Reformation, regia di Francis Ford - cortometraggio (1914)
- An Unsigned Agreement, regia di Francis Ford - cortometraggio (1914)
- The Mad Hermit, regia di Francis Ford - cortometraggio (1914)
- In the Fall of '64, regia di Francis Ford - cortometraggio (1914)
- A Bride of Mystery, regia di Francis Ford - cortometraggio (1914)
- The Twins' Double, regia di Grace Cunard e Francis Ford - cortometraggio (1914)
- Won in the First, regia di Allen Curtis - cortometraggio (1914)
- The Mysterious Leopard Lady, regia di Grace Cunard, Francis Ford - cortometraggio (1914)
- Washington at Valley Forge, regia di Francis Ford - cortometraggio (1914)
- The Mystery of the White Car, regia di Francis Ford - cortometraggio (1914)
- Lucille Love, Girl of Mystery, regia di Francis Ford - serial (1914)
- How Green Saved His Mother-in-Law, regia di Allen Curtis - cortometraggio (1914)
- How Green Saved His Wife, regia di Allen Curtis - cortometraggio (1914)
- The Tangle, regia di Francis Ford - cortometraggio (1914)
- The Man of Her Choice, regia di Francis Ford - cortometraggio (1914)
- The Return of the Twins' Double, regia di Francis Ford - cortometraggio (1914)
- Be Neutral, regia di Francis Ford - cortometraggio (1914)
- The Mysterious Hand
- The Phantom Violin, regia di Francis Ford - cortometraggio (1914)
- La rosa misteriosa
- The District Attorney's Brother
- The Ghost of Smiling Jim
- The Call of the Waves
- A Study in Scarlet, regia di Francis Ford - cortometraggio (1914)
- The Mystery of the Throne Room
- Smuggler's Island
- Old Peg Leg's Will
- The Madcap Queen of Gredshoffen
- The Girl of the Secret Service
- The Heart of Lincoln
- Tre briganti e una ragazza
- The Curse of the Desert
- La scommessa del bandito (The Bandit's Wager), regia di Francis Ford - cortometraggio (1916)
- La città nascosta (The Hidden City) - regia di Francis Ford - cortometraggio (1916)
- Nabbed
- La moneta spezzata (The Broken Coin), regia di Francis Ford - serial (1915)
- The Campbells Are Coming (The Strong Arm Squad) - cortometraggio (1915)
- Her Better Self, regia di Grace Cunard - cortometraggio (1916)
- His Majesty Dick Turpin, regia di Francis Ford - cortometraggio (1916)
- Born of the People, regia di Grace Cunard, Francis Ford - cortometraggio (1916)
- The Madcap Queen of Crona, regia di Francis Ford - cortometraggio (1916)
- Lady Raffles Returns, regia di Grace Cunard, Francis Ford - cortometraggio (1916)
- Her Sister's Sin, regia di Francis Ford - cortometraggio (1916)
- Behind the Mask, regia di Francis Ford - cortometraggio (1916)
- The Sham Reality
- The Unexpected, regia di Francis Ford - cortometraggio (1916)
- Peg della pista (The Adventures of Peg o' the Ring), regia di Francis Ford e Jacques Jaccard (1916)

- La banda del deposito di legname (The Strong Arm Squad), regia di Francis Ford - cortometraggio (1916)

- The Last Man on Earth, regia di J.G. Blystone (1924)
- The Chinatown Mystery, regia di J.P. McGowan - serial (1928)
- Katusha (Resurrection), regia di Edwin Carewe (1931)
- The Bad Sister
- Heroes of the Flames, regia di Robert F. Hill - serial (1931)
- Ex-Bad Boy
- Heroes of the West
- Fuoco a oriente (The North Star), regia di Lewis Milestone (1943)
- La magnifica bambola

### Sceneggiatrice (parziale)
- The Battle of San Juan Hill, regia di Francis Ford - cortometraggio (1913)
- From Rail Splitter to President, regia di Francis Ford - cortometraggio (1913)
- The Mad Hermit, regia di Francis Ford - cortometraggio (1914)
- Tom's Choice, regia di Grace Cunard - cortometraggio (1914)
- Lucille Love, Girl of Mystery, regia di Francis Ford - cortometraggio (1914)

- And They Called Him Hero, regia di Francis Ford - cortometraggio

- One Kind of Friend, regia di Francis Ford - cortometraggio (1915)
- La moneta spezzata (The Broken Coin), regia di Francis Ford (1915)
- Her Better Self, regia di Grace Cunard (1916)
- Peg della pista (The Adventures of Peg o' the Ring), regia di Francis Ford e Jacques Jaccard (1916)
- Il tornado (The Tornado), regia di John Ford - cortometraggio (1917)

### Regista
- The Black Masks, co-regia di Francis Ford - cortometraggio (1913)
- Sheridan's Pride, co-regia di Francis Ford - cortometraggio (1914)
- The Twins' Double, co-regia di Francis Ford - cortometraggio (1914)
- Tom's Choice - cortometraggio (1914)
- The Mysterious Leopard Lady (o The Elusive Enemy), co-regia di Francis Ford - cortometraggio (1914)
- Her Better Self - cortometraggio (1916)
- Born of the People, co-regia di Francis Ford - cortometraggio (1916)
- Lady Raffles Returns, co-regia di Francis Ford - cortometraggio (1916)
- The Purple Mask (1916), co-regia di Francis Ford - cortometraggio (1916)
- The Terrors of War, co-regia di Francis Ford - cortometraggio (1917)
- True to Their Colors, co-regia di Francis Ford - cortometraggio (1917)
- Unmasked, co-regia di Francis Ford - cortometraggio (1917)
- The Woman of Mystery, co-regia di Francis Ford (1920)
- The Man Hater - cortometraggio (1920)
- The Gasoline Buckaroo - cortometraggio (1920)
- A Daughter of the Law - cortometraggio (1921)
- Her Western Adventure - cortometraggio (1921)